# Lijst van planetoïden 35901-36000
Dit is een lijst van planetoïden 35901-36000. Voor de volledige lijst zie de lijst van planetoïden.
| Naam              | Voorlopige naamgeving | Datum ontdekking | Ontdekker          |
| ----------------- | --------------------- | ---------------- | ------------------ |
| (35901) -         | 1999 JK88             | 12 mei 1999      | LINEAR             |
| (35902) -         | 1999 JM88             | 12 mei 1999      | LINEAR             |
| (35903) -         | 1999 JY88             | 12 mei 1999      | LINEAR             |
| (35904) -         | 1999 JJ89             | 12 mei 1999      | LINEAR             |
| (35905) -         | 1999 JA92             | 12 mei 1999      | LINEAR             |
| (35906) -         | 1999 JL92             | 12 mei 1999      | LINEAR             |
| (35907) -         | 1999 JO92             | 12 mei 1999      | LINEAR             |
| (35908) -         | 1999 JP92             | 12 mei 1999      | LINEAR             |
| (35909) -         | 1999 JY93             | 12 mei 1999      | LINEAR             |
| (35910) -         | 1999 JZ93             | 12 mei 1999      | LINEAR             |
| (35911) -         | 1999 JB95             | 12 mei 1999      | LINEAR             |
| (35912) -         | 1999 JY95             | 12 mei 1999      | LINEAR             |
| (35913) -         | 1999 JC97             | 12 mei 1999      | LINEAR             |
| (35914) -         | 1999 JM97             | 12 mei 1999      | LINEAR             |
| (35915) -         | 1999 JV97             | 12 mei 1999      | LINEAR             |
| (35916) -         | 1999 JS98             | 12 mei 1999      | LINEAR             |
| (35917) -         | 1999 JK99             | 13 mei 1999      | LINEAR             |
| (35918) -         | 1999 JL99             | 12 mei 1999      | LINEAR             |
| (35919) -         | 1999 JY99             | 12 mei 1999      | LINEAR             |
| (35920) -         | 1999 JJ101            | 13 mei 1999      | LINEAR             |
| (35921) -         | 1999 JU101            | 13 mei 1999      | LINEAR             |
| (35922) -         | 1999 JO102            | 13 mei 1999      | LINEAR             |
| (35923) -         | 1999 JX103            | 13 mei 1999      | LINEAR             |
| (35924) -         | 1999 JA104            | 14 mei 1999      | LINEAR             |
| (35925) -         | 1999 JP104            | 15 mei 1999      | LINEAR             |
| (35926) -         | 1999 JL105            | 13 mei 1999      | LINEAR             |
| (35927) -         | 1999 JN106            | 13 mei 1999      | LINEAR             |
| (35928) -         | 1999 JV107            | 13 mei 1999      | LINEAR             |
| (35929) -         | 1999 JK108            | 13 mei 1999      | LINEAR             |
| (35930) -         | 1999 JD110            | 13 mei 1999      | LINEAR             |
| (35931) -         | 1999 JW112            | 13 mei 1999      | LINEAR             |
| (35932) -         | 1999 JP113            | 13 mei 1999      | LINEAR             |
| (35933) -         | 1999 JD117            | 13 mei 1999      | LINEAR             |
| (35934) -         | 1999 JZ120            | 13 mei 1999      | LINEAR             |
| (35935) -         | 1999 JO122            | 13 mei 1999      | LINEAR             |
| (35936) -         | 1999 JX123            | 14 mei 1999      | LINEAR             |
| (35937) -         | 1999 JD124            | 14 mei 1999      | LINEAR             |
| (35938) -         | 1999 JQ125            | 10 mei 1999      | LINEAR             |
| (35939) -         | 1999 JO127            | 13 mei 1999      | LINEAR             |
| (35940) -         | 1999 JE128            | 10 mei 1999      | LINEAR             |
| (35941) -         | 1999 JT129            | 12 mei 1999      | LINEAR             |
| (35942) -         | 1999 JP132            | 13 mei 1999      | LINEAR             |
| (35943) -         | 1999 KP2              | 16 mei 1999      | Spacewatch         |
| (35944) -         | 1999 KT2              | 16 mei 1999      | Spacewatch         |
| (35945) -         | 1999 KU2              | 16 mei 1999      | Spacewatch         |
| (35946) -         | 1999 KO4              | 20 mei 1999      | P. G. Comba        |
| (35947) -         | 1999 KT5              | 16 mei 1999      | Spacewatch         |
| (35948) -         | 1999 KD6              | 17 mei 1999      | Spacewatch         |
| (35949) -         | 1999 KQ10             | 18 mei 1999      | LINEAR             |
| (35950) -         | 1999 KL13             | 18 mei 1999      | LINEAR             |
| (35951) -         | 1999 KE14             | 18 mei 1999      | LINEAR             |
| (35952) -         | 1999 KN14             | 18 mei 1999      | LINEAR             |
| (35953) -         | 1999 KJ15             | 20 mei 1999      | LINEAR             |
| (35954) -         | 1999 KY15             | 18 mei 1999      | LINEAR             |
| (35955) -         | 1999 KS17             | 17 mei 1999      | CSS                |
| (35956) -         | 1999 LG2              | 8 juni 1999      | LINEAR             |
| (35957) -         | 1999 LZ3              | 9 juni 1999      | LINEAR             |
| (35958) -         | 1999 LF4              | 9 juni 1999      | LINEAR             |
| (35959) -         | 1999 LE5              | 10 juni 1999     | LINEAR             |
| (35960) -         | 1999 LB7              | 9 juni 1999      | Spacewatch         |
| (35961) -         | 1999 LH7              | 12 juni 1999     | K. Korlević        |
| (35962) -         | 1999 LX9              | 8 juni 1999      | LINEAR             |
| (35963) -         | 1999 LL11             | 8 juni 1999      | LINEAR             |
| (35964) -         | 1999 LC13             | 9 juni 1999      | LINEAR             |
| (35965) -         | 1999 LH13             | 9 juni 1999      | LINEAR             |
| (35966) -         | 1999 LJ13             | 9 juni 1999      | LINEAR             |
| (35967) -         | 1999 LG14             | 9 juni 1999      | LINEAR             |
| (35968) -         | 1999 LK14             | 9 juni 1999      | LINEAR             |
| (35969) -         | 1999 LY14             | 11 juni 1999     | LINEAR             |
| (35970) -         | 1999 LE21             | 9 juni 1999      | LINEAR             |
| (35971) -         | 1999 LJ26             | 9 juni 1999      | LINEAR             |
| (35972) -         | 1999 LL26             | 9 juni 1999      | LINEAR             |
| (35973) -         | 1999 LU26             | 9 juni 1999      | LINEAR             |
| (35974) -         | 1999 LW26             | 9 juni 1999      | LINEAR             |
| (35975) -         | 1999 LG27             | 9 juni 1999      | LINEAR             |
| (35976) -         | 1999 MY1              | 25 juni 1999     | LONEOS             |
| (35977) Lexington | 1999 NA               | 3 juli 1999      | J. Tichá, M. Tichý |
| (35978) Arlington | 1999 NC               | 5 juli 1999      | J. Tichá, M. Tichý |
| (35979) -         | 1999 NC2              | 12 juli 1999     | LINEAR             |
| (35980) -         | 1999 NO3              | 13 juli 1999     | LINEAR             |
| (35981) -         | 1999 NU3              | 13 juli 1999     | LINEAR             |
| (35982) -         | 1999 NJ4              | 11 juli 1999     | J. Broughton       |
| (35983) -         | 1999 NG5              | 15 juli 1999     | K. Korlević        |
| (35984) -         | 1999 NK7              | 13 juli 1999     | LINEAR             |
| (35985) -         | 1999 NJ8              | 13 juli 1999     | LINEAR             |
| (35986) -         | 1999 NL8              | 13 juli 1999     | LINEAR             |
| (35987) -         | 1999 NV8              | 13 juli 1999     | LINEAR             |
| (35988) -         | 1999 NO9              | 13 juli 1999     | LINEAR             |
| (35989) -         | 1999 NF10             | 13 juli 1999     | LINEAR             |
| (35990) -         | 1999 NG10             | 13 juli 1999     | LINEAR             |
| (35991) -         | 1999 NN11             | 13 juli 1999     | LINEAR             |
| (35992) -         | 1999 NF12             | 13 juli 1999     | LINEAR             |
| (35993) -         | 1999 NS17             | 14 juli 1999     | LINEAR             |
| (35994) -         | 1999 NS18             | 14 juli 1999     | LINEAR             |
| (35995) -         | 1999 NK20             | 14 juli 1999     | LINEAR             |
| (35996) -         | 1999 NN20             | 14 juli 1999     | LINEAR             |
| (35997) -         | 1999 NQ20             | 14 juli 1999     | LINEAR             |
| (35998) -         | 1999 NP21             | 14 juli 1999     | LINEAR             |
| (35999) -         | 1999 NB22             | 14 juli 1999     | LINEAR             |
| (36000) -         | 1999 NV22             | 14 juli 1999     | LINEAR             |